# 潘河街道
潘河街道是中华人民共和国河南省南阳市社旗县下辖的一个街道办事处。

## 行政区划
潘河街道下辖以下村级行政区划单位：
双庄村、贺新庄村、贾楼村、柳营村和望东庄村。